# Jon Flemming Olsen

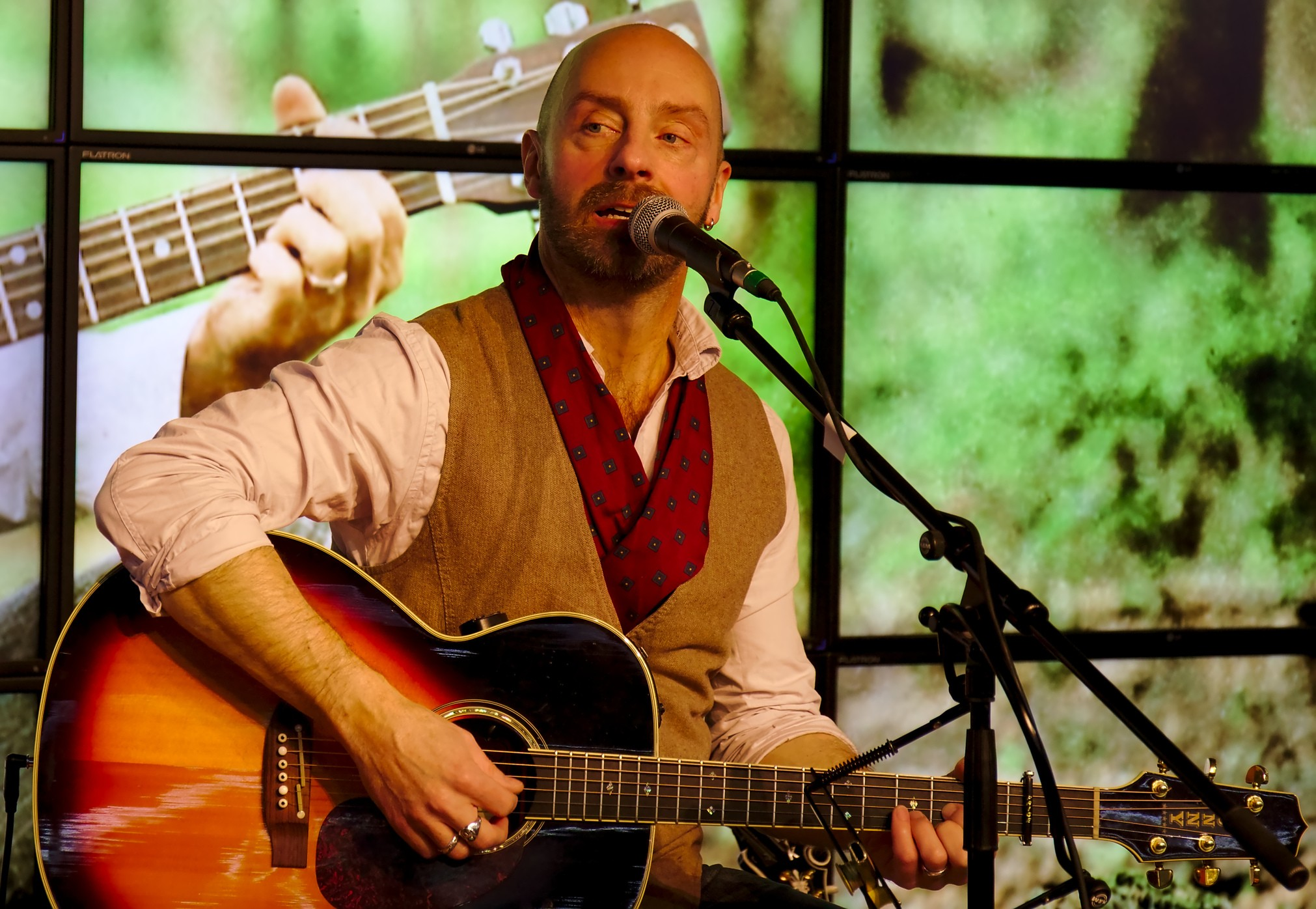
Jon Flemming Olsen im März 2014

Jon Flemming Olsen (* 14. Dezember 1964 in Düsseldorf) ist ein deutscher Musiker, Grafikdesigner, Autor, Schauspieler und Fernsehmoderator. Mit der von ihm mit Olli Dittrich gegründeten Country-Gruppe Texas Lightning vertrat er Deutschland beim Eurovision Song Contest 2006 mit dem Song No No Never. Der deutsche Beitrag belegte Platz 14 im Wettbewerb, erlangte in Deutschland mit über 450.000 verkauften Einheiten Gold- und Platinstatus und verblieb insgesamt 38 Wochen lang in den deutschen Media Control Single Charts. Das bereits 2005 veröffentlichte Texas Lightning-Album Meanwhile, Back at the Ranch … erreichte im Zuge dessen mit fast 200.000 verkauften Einheiten ebenfalls beinahe Platin. Olsen spielte bis zu seinem Ausstieg 2009 Gitarre und sang. Seit 2004 spielt er in der Serie Dittsche den Imbisswirt Ingo an der Seite von Olli Dittrich.

## Werdegang
Seine musikalische Ausbildung begann 1969 mit Musikalischer Früherziehung an der Musikschule in Hamburg. Es folgten Flöten- und Geigenunterricht. Sein Hauptinstrument, die Gitarre, erlernte er zwischen 1977 und 1982. Olsen nahm 1986 Gesangsunterricht. Es folgte der Popkurs, ein Kontaktstudiengang der Populärmusik in Hamburg im Jahr 1987.
Nach diversen Schüler- und Jugendbands gründete Olsen als Sänger und Songschreiber 1989 die Band Welcome Home (bis 1993), mit Christian Neander an der Gitarre und Leo Schmidthals (beide später bei Selig) am Bass. In Olli Dittrichs Bandprojekt Tim spielte Olsen 1989 Akustikgitarre. Ebenfalls 1989 stieß er zu Die Sirenen (bis 1994), einem A-cappella-Oktett, das als Hausband der im NDR-Fernsehen übertragenen Mitternachtsshow im Schmidt Theater auftrat. Und bei Die Bietels (1992–1996) mit Olli Dittrich (Kinderschlagzeug, Gesang) und Stephan Zacharias (Bass, Gesang) war er E-Gitarrist und Sänger.
Ab 1993 gestaltete Olsen als autodidaktischer Grafikdesigner vorwiegend CD-Cover, unter anderem für Udo Lindenberg, Phillip Boa, Selig, Echt, Palast Orchester mit seinem Sänger Max Raabe, Stefan Gwildis und Annett Louisan. Für einige dieser Arbeiten im Bereich Cover-Design wurde Olsen mit Gold oder Platin ausgezeichnet.
Im Jahr 2000 spielte Olsen neben weiteren kleinen Rollen erstmals Ingo, den Imbisswirt, als der er eine Perücke trägt. Olli Dittrichs Solo-TV-Format Olli, Tiere, Sensationen enthielt die improvisierten Dittsche-Parts bereits in jeweils zweiminütiger Kurzform. Nach einer zweiten Staffel im Jahr 2001 wurde das Programm abgesetzt.
Seit Februar 2004 wird Dittsche – das wirklich wahre Leben als 30-minütiges, eigenständiges Format vom WDR ausgestrahlt. Die Imbiss-Comedy wurde mit dem Grimme-Preis in Gold und dem Deutschen Fernsehpreis ausgezeichnet.
Im Jahr 2009 reiste Olsen einen Monat durch Deutschland, um in 16 Imbissbuden in 16 Bundesländern die deutsche Imbiss-Wirklichkeit zu „erforschen“. Am 15. März 2010 erschien sein Buch Der Fritten-Humboldt: Meine Reise ins Herz der Imbissbude. Im November 2011 gründete er eine neue Band namens Jon Flemming Olsen Acoustic Trio. Dort sang Olsen und spielte Western-Gitarre und Mandoline. Im März 2012 erschien sein Buch Der Fritten-Humboldt: Meine Reise ins Herz der Imbissbude als Taschenbuchausgabe unter dem neuen Titel In 16 Tagen um die Wurst. Im Frühjahr 2012 moderierte Olsen insgesamt 40 Folgen der Quizsendung Kneipenquiz, die der Fernsehsender ZDFneo wochentags im Vorabend ausstrahlte.
Im Sommer 2012 begann Olsen mit der Arbeit an seinem ersten Solo-Album, das ausschließlich deutschsprachige Songs enthalten sollte. Das Immer wieder weiter betitelte Album erschien im Januar 2014 auf dem Hamburger Label 105music. Im Mai 2017 veröffentlichte Olsen sein Von ganz allein betiteltes zweites Solo-Album auf dem Hamburger Label Superlaut. Im Gegensatz zu seinem Vorgänger schrieb Olsen für dieses Album alle Songs und Texte selbst, die Produktion wurde im Vorfeld überwiegend durch ein Crowdfunding finanziert.
2017 war Olsen als Gast auf dem Album Wüste Lieder der Band The Twang bei einer Country-Version von Augenbling dabei. Der Song erschien auch als Single.
Olsens Familie stammt aus Hamburg und er selbst lebt seit seinem ersten Lebensjahr dort. Im Jahr 2010 zog er mit seiner Familie nach Schleswig-Holstein aufs Land an die Ostsee, Hamburg als zweiten Wohnsitz beibehaltend.

## Diskografie

### Solo
Alben

| Jahr | Titel               | Höchstplatzierung, Gesamtwochen, AuszeichnungChartplatzierungen (Jahr, Titel, Platzierungen, Wochen, Auszeichnungen, Anmerkungen) | Höchstplatzierung, Gesamtwochen, AuszeichnungChartplatzierungen (Jahr, Titel, Platzierungen, Wochen, Auszeichnungen, Anmerkungen) | Höchstplatzierung, Gesamtwochen, AuszeichnungChartplatzierungen (Jahr, Titel, Platzierungen, Wochen, Auszeichnungen, Anmerkungen) | Anmerkungen |
| Jahr | Titel               | DE | AT | CH | Anmerkungen |
| ---- | ------------------- | --- | --- | --- | ----------- |
| 2014 | Immer wieder weiter | — | — | — |             |
| 2017 | Von ganz allein     | — | — | — |             |
| 2020 | Mann auf dem Seil   | — | — | — |             |
| 2025 | Haus der Liebe      | — | — | — |             |

### Texas Lightning
Alben

| Jahr | Titel                                 | Höchstplatzierung, Gesamtwochen, AuszeichnungChartplatzierungen (Jahr, Titel, Platzierungen, Wochen, Auszeichnungen, Anmerkungen) | Höchstplatzierung, Gesamtwochen, AuszeichnungChartplatzierungen (Jahr, Titel, Platzierungen, Wochen, Auszeichnungen, Anmerkungen) | Höchstplatzierung, Gesamtwochen, AuszeichnungChartplatzierungen (Jahr, Titel, Platzierungen, Wochen, Auszeichnungen, Anmerkungen) | Anmerkungen |
| Jahr | Titel                                 | DE | AT | CH | Anmerkungen |
| ---- | ------------------------------------- | --- | --- | --- | ----------- |
| 2005 | Meanwhile, Back at the Ranch …        | DE3 (32 Wo.)DE | AT13 (15 Wo.)AT | CH28 (19 Wo.)CH |             |
| 2006 | Meanwhile, Back at the Golden Ranch … | DE31 (10 Wo.)DE | — | — |             |
| 2009 | Western Bound                         | — | — | — |             |

Singles

| Jahr | Titel Album                                     | Höchstplatzierung, Gesamtwochen, AuszeichnungChartplatzierungen (Jahr, Titel, Album, Platzierungen, Wochen, Auszeichnungen, Anmerkungen) | Höchstplatzierung, Gesamtwochen, AuszeichnungChartplatzierungen (Jahr, Titel, Album, Platzierungen, Wochen, Auszeichnungen, Anmerkungen) | Höchstplatzierung, Gesamtwochen, AuszeichnungChartplatzierungen (Jahr, Titel, Album, Platzierungen, Wochen, Auszeichnungen, Anmerkungen) | Anmerkungen |
| Jahr | Titel Album                                     | DE | AT | CH | Anmerkungen |
| ---- | ----------------------------------------------- | --- | --- | --- | ----------- |
| 2005 | Like a Virgin Meanwhile, Back at the Ranch …    | DE91 (1 Wo.)DE | — | — |             |
| 2006 | No No Never Meanwhile, Back at the Ranch …      | DE1 (38 Wo.)DE | AT4 (34 Wo.)AT | CH6 (34 Wo.)CH |             |
| 2006 | I Promise Meanwhile, Back at the Golden Ranch … | DE51 (9 Wo.)DE | AT61 (3 Wo.)AT | CH87 (2 Wo.)CH |             |
| 2009 | Seven Ways to Heaven Western Bound              | DE80 (1 Wo.)DE | — | — |             |

## Filmografie
- 2004–2021: Dittsche - Das wirklich wahre Leben (Fernsehserie, 261 Folgen als Ingo)
- 2023: Hotel Mondial – Vaterfreuden (Fernsehserie)
- 2023: Ich will mein Glück zurück (Fernsehfilm)
- 2023: Großstadtrevier – Millionärin wider Willen (Fernsehserie)
- 2024: Die Pfefferkörner – Leos Vater (Fernsehserie)